# Сайид Али-хан
Сайид Али-хан (умер в 1703 году) — узбекский хивинский хан из династии шибанидов в 1703.
После отстранения от власти Шахбахт-хана, на престол взошел Сайид Али-хан, но его правление длилось несколько дней и он был свергнут около 1703 года, возможно в 1704 году. В 1703 году к власти пришел младший брат Шахнияз-хана Мусахан.